# Lago de Zirahuén
El lago de Zirahuén es un pequeño lago endorreico en el municipio de Salvador Escalante, en el estado mexicano de Michoacán. Es un lago de montaña profundo con fondo arenoso parcialmente cubierto de barro. Cubre un área de 970 hectáreas y tiene un volumen de 0.216 km³.
Se localiza cerca de la Carretera Federal 14D; en línea recta, unos 30 km al este de Uruapan y 15 km al suroeste de Pátzcuaro. Toma su nombre del poblado de Zirahuén, que se encuentra en la ribera norte del lago.
Al encontrarse en un valle aislado, rodeado de un denso bosque de pino-encino, una de las principales actividades económicas es el turismo. En años recientes han proliferado las cabañas rústicas que acogen a visitantes en busca de tranquilidad.

## Características
El lago de Zirahuén se ubica dentro de lo que se denomina «Subprovincia Neovolcánica Tarasca» o «Corredor Tarasco», un segmento del Eje Neovolcánico de México en el que también se localizan los lagos de Pátzcuaro y Cuitzeo. En mayor medida, pertenece a la región hidrológica del río Balsas.
Se trata de un lago de origen vulcano-tectónico, joven, relativamente profundo para su extensión. Aún se desconoce la fecha de origen, pero su formación se debió a la lava del volcán La Magueyera, que cerró el cauce del río La Palma, al oeste de la cuenca. Desde la década de 1940, el nivel del lago ha ido disminuyendo gradualmente.
El lago tiene una profundidad máxima de 43 metros. Su cuenca endorreica limita al norte por la cuenca del río Lerma, y al sur por la cuenca del río Balsas. Es un lago monomíctico, que se estratifica entre los meses de abril y octubre. En la capa superficial del agua (epilimnio), la temperatura varía entre 18.5 °C y 22.5 °C; y en la capa más profunda (hipolimnio), la temperatura varía entre 16.5 °C y 19 °C. Debido a la construcción y la deforestación para la agricultura alrededor del lago, se produce una erosión grave durante los períodos de tormenta, lo que provoca un color rojo en su borde.
En algún momento el lago de Zirahuén formó parte de un sistema hidrológico abierto y continuo junto con el lago de Cuitzeo y el lago de Pátzcuaro, desaguando en el río Lerma. Hoy es una cuenca cerrada como los lagos de Cuitzeo y de Pátzcuaro, aunque se le considera aun así como parte de la cuenca del Balsas. 
Al tratarse de una cuenca endorreica, el lago de Zirahuén es hogar de varias especies endémicas, entre las que destacan el pez Allotoca meeki (tiro de Zirahuén), al igual que varios tipos de cianobacterias. Alrededor del lago existen 93 especies de vegetación, distribuidas a lo largo de la costa, entre ellas Scirpus americanus, Typha latifolia y Cyperus niger.

## Leyenda
Según los purépechas "en las aguas del lago vive una sirena, y en las primeras horas del día sale a la superficie para encantar y llevar a los hombres, de malvado corazón, a las profundidades del lago".

Cuenta la leyenda que la sirena era una princesa purépecha, llamada Eréndira, que fue secuestrada por un capitán de la marina española. Atrapada en su escondite, la princesa rogó a los dioses que la salvaran. Los dioses Tata Juriata y Jaratanga escucharon sus gritos y oraciones, y convirtieron sus lágrimas en un gran lago cristalino, Zirahuén, que en purépecha significa ‘Espejo de los Dioses’. Los dioses transformaron sus piernas en colas de pez, y así la princesa se transformó en sirena, logrando escapar de su captor.

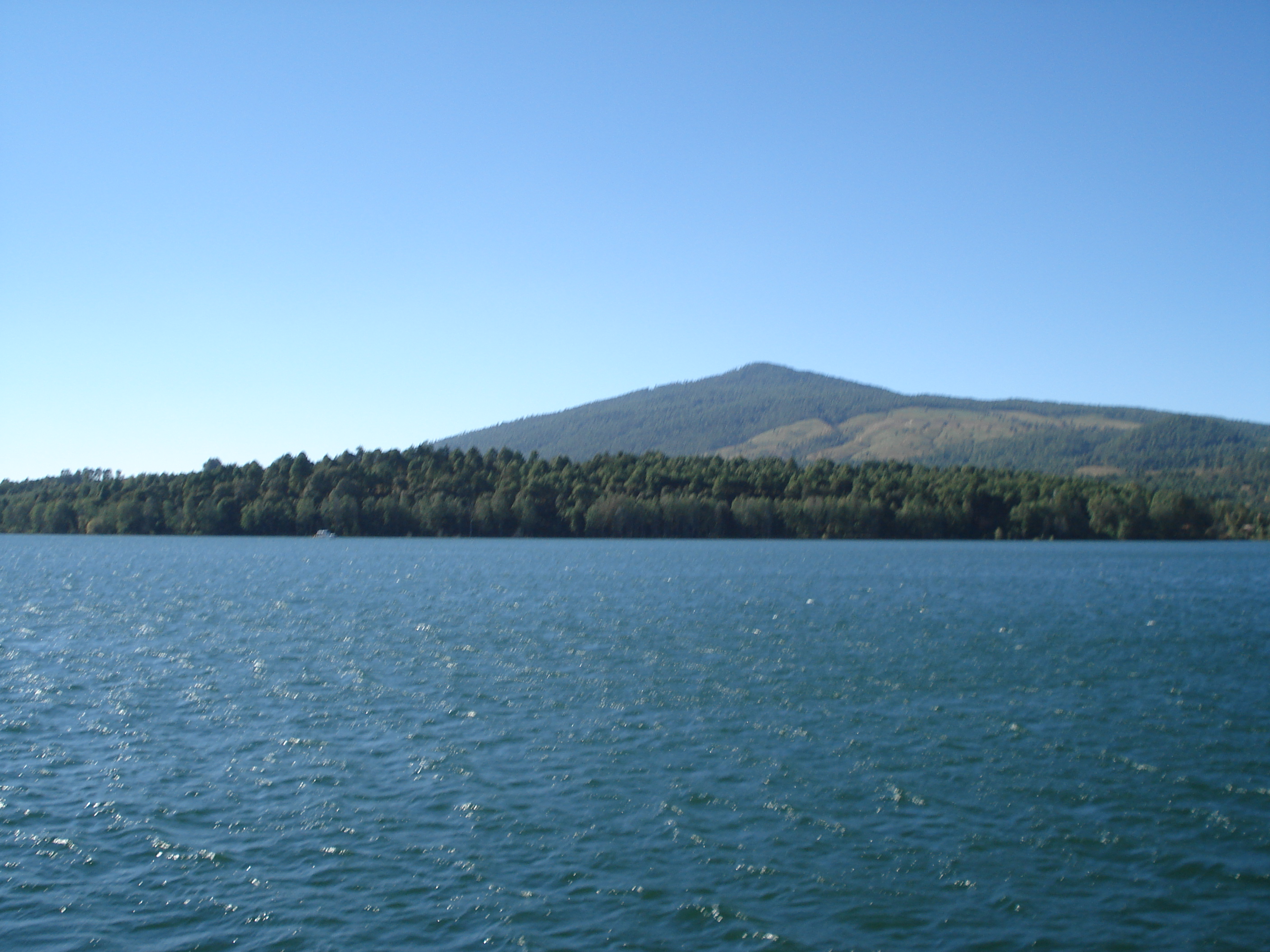
Lago Zirahuén
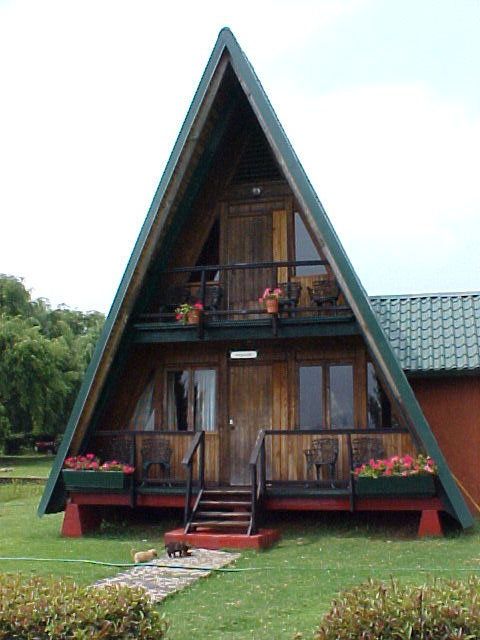
Cabaña
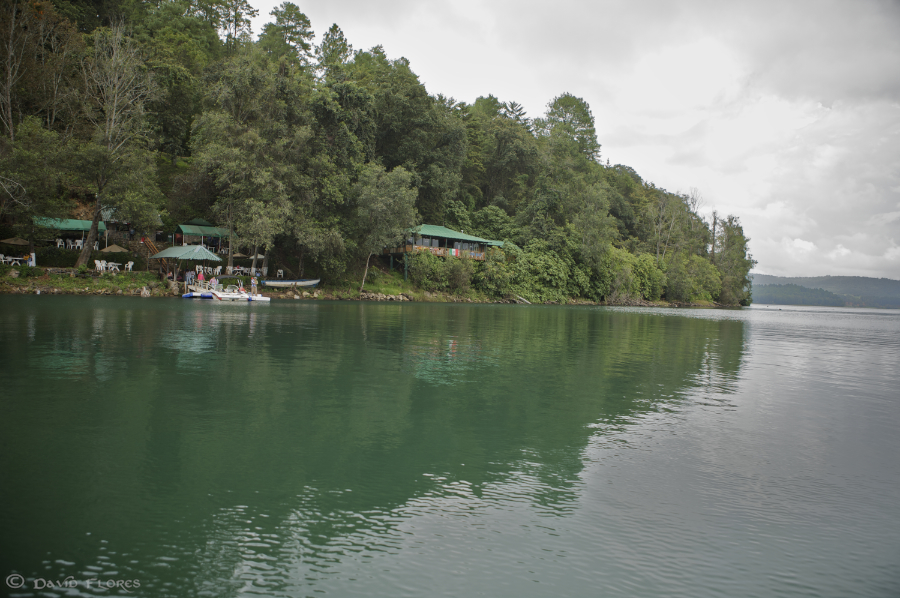
Actividades en el Lago